# Saint-Cyr-le-Chatoux
Saint-Cyr-le-Chatoux este o comună în departamentul Rhône din sud-estul Franței. În 2009 avea o populație de 125 de locuitori.

## Evoluția populației
| An        | 1975 | 1982 | 1990 | 1999 | 2006 | 2009 |
| --------- | ---- | ---- | ---- | ---- | ---- | ---- |
| Populație | 68   | 88   | 85   | 107  | 123  | 125  |